# Morfia di Melitene
Morfia di Melitene o  Morphia , o Moraphia (... – 1º ottobre 1126 o 1127) fu la moglie di Baldovino II, re del crociato Regno di Gerusalemme.

## Biografia
Morfia era la figlia del governante della città di Melitene, un nobile armeno di nome Gabriele (o Khoril, in armeno) e della di lui moglie, della quale non conosciamo il nome, che era figlia del Principe Costantino I d'Armenia.
Anche se di etnia armena la famiglia era di fede Greca Ortodossa.
Melitene confinava con la crociata Contea di Edessa della quale Gabriele divenne presto vassallo.
Il futuro Baldovino II di Gerusalemme dal 1100 fu anche conte di Edessa e sposò Morfia, attorno al 1101, per consolidare la sua posizione nella contea.
Gabriele, che era molto ricco, diede 50.000 bisanti d'oro in dote.
Baldovino e Morfia ebbero quattro figlie:
Melisenda,
Alice,
Hodierna e
Ivetta.
Quando Baldovino divenne re di Gerusalemme nel 1118, Morfia e le sue figlie rimasero ad Edessa.
Dopo la vittoria musulmana nella Battaglia dell'Ager Sanguinis del 1119, Baldovino tornò a nord per fronteggiare la minaccia.
Dopo aver reso sicuri i territori dei crociati, tornò a casa nel 1120 con la sua famiglia e Morfia fu finalmente incoronata regina.
Morfia tornò a nord quando Baldovino fu preso prigioniero mentre pattugliava i confini di Edessa nel 1123, e contribuì ad ottenere il suo rilascio offrendo in ostaggio la sua figlia minore Ivetta.
Secondo il Salterio di Melisenda, Morfia morì il 1º ottobre, ma non precisa l'anno; potrebbe essere il 1127 o, più probabilmente, il 1126.
Senza successori maschi Baldovino II designò suo erede Melisenda, la figlia maggiore, e la diede in moglie a Folco V d'Angiò.
Altre due delle figlie sposarono importati signori crociati: Alice divenne moglie di Boemondo II d'Antiochia ed Hodierna sposò Raimondo II di Tripoli.
Ivetta fu suora a Betania.
Probabilmente Morfia fu in parte responsabile per l'influenza culturale greca e armena che apparve nel regno latino, la cui arte, come nel Salterio di Melisenda, mostra spesso una unione degli stili orientale ed occidentale, come se i crociati occidentali avessero iniziato ad abituarsi alla cultura orientale.
Morfia fu sepolta nell'abbazia di St. Mary Josaphat, fuori dalle mura di Gerusalemme.